# Schweiz i olympiska vinterspelen 1956
Schweiz deltog i olympiska vinterspelen 1956. Den schweiziska truppen bestod av 59 idrottare, 51 män och 8 kvinnor.

## Medaljer

### Guld
- Alpin skidåkning
  - Störtlopp damer: Madeleine Berthod-Chamot
  - Slalom damer: Renée Colliard
- Bob
  - Fyra-manna: Franz Kapus, Gottfried Diener, Robert Alt och Heinrich Angst

### Silver
- Alpin skidåkning
  - Störtlopp damer: Frieda Dänzer
  - Störtlopp herrar: Raymond Fellay

### Brons
- Bob
  - Två-manna: Max Angst och Harry Warburton

## Trupp
- Alpin skidåkning
  - Madeleine Berthod-Chamot
  - Renée Colliard
  - Frieda Dänzer
  - Raymond Fellay
  - Hedi Beeler
  - Roland Blaesi
  - Hans Forrer
  - Martin Julen
  - Rosemarie Reichenbach
  - René Rey
  - Andreas Ruedi
  - Georges Schneider
  - Roger Staub
  - Annemarie Waser
- Backhoppning
  - Andreas Däscher
  - Francis Perret
  - Conrad Rochat
- Bob
  - Robert Alt
  - Heinrich Angst
  - Gottfried Diener
  - Franz Kapus
  - Max Angst
  - Harry Warburton
  - Aby Gartmann
  - Rolf Gerber
- Hastighetsåkning på skridskor
  - Erich Kull
  - Jürg Rohrbach
- Ishockey
  - Bernhard Bagnoud
  - Franz Berry
  - Christian Conrad
  - Rätus Frei
  - Émile Golaz
  - Emil Handschin
  - Paul Hofer
  - Rudolf Keller
  - Walter Keller
  - Fritz Naef
  - Hans Ott
  - Hans Pappa
  - Kurt Peter
  - Georg Riesch
  - Martin Riesen
  - Otto Schläpfer
  - Sepp Weingärtner
- Konståkning
  - Karin Borner
  - Alice Fischer
  - Hans Müller
  - François Pache
- Längdskidåkning
  - Armand Genoud
  - Erwin Hari
  - André Huguenin
  - Marcel Huguenin
  - Fritz Kocher
  - Alfred Kronig
  - Victor Kronig
  - Michel Rey
  - Christian Wenger
  - Fritz Zurbuchen
  - Werner Zwingli